# Parque nacional de Mwagna
El Parque nacional de Mwagna (en francés: Parc National de Mwagna) es un espacio protegido con el estatus de parque nacional localizado en el país africano de Gabón, cubre una superficie de 1.160 kilómetros cuadrados. Constituye una gran selva tropical deshabitada con excepción de algunos pequeños pueblos selváticos para cazadores.
Es refugio para muchos animales que se ven atraídos por la riqueza de sus suelos. Fue creado por el gobierno de ese país en el año 2002 y administrativamente está incluido en la provincia de Ogooué-Ivindo.